# Bendestorf
Bendestorf – miejscowość i gmina położona w niemieckim kraju związkowym Dolna Saksonia, w powiecie Harburg, wchodzi w skład gminy zbiorowej (niem. Samtgemeinde) Jesteburg.

## Położenie geograficzne
Bendestorf leży ok. 30 km na południe od Hamburga i ok. 10 km na północ od Pustaci Lüneburskiej w dolinie rzeki Seeve.

## Historia
Bendestorf ma ponad tysiącletnią historię. Po raz pierwszy był wzmiankowany już w roku 970.